# Jean-Claude Dionne
Pour les articles homonymes, voir Dionne.
Jean-Claude Dionne est un géographe et géomorphologue québécois né à Luceville le 3 janvier 1935 et mort à Québec le 27 juin 2021. Il est professeur émérite de l'Université Laval.

## Honneurs
- 1992 - Médaille André Cailleux de l'Association québécoise pour l'étude du quaternaire[4]
- 1994 - Prix de l'Association canadienne des géographes[3]
- 1996 - Numéro spécial de la revue Géographie physique et quaternaire[5]